# Chu Doãn Mại
Chu Doãn Mại (chữ Hán: 朱允勱; 1740 - ?), hiệu Hy Thích, là một nhà khoa bảng Việt Nam.
Một số tài liệu ghi tên ông là Chu Doãn Lệ hay Chu Nguyên Mại. Ông là người thôn Hậu, xã Dục Tú, huyện Đông Ngàn (nay là xã Dục Tú, huyện Đông Anh, thành phố Hà Nội). Khoa thi năm Mậu Tuất, niên hiệu Cảnh Hưng năm thứ 39 (1778), ông đỗ Đệ tam giáp đồng Tiến sĩ xuất thân. Sau ông làm quan đến chức Hàn lâm viện Đãi chế, Quốc tử giám Tuỳ giảng, Đông các Hiệu thư.
Nhà Lê mất, ông không làm quan với Tây Sơn.
Con ông là Chu Doãn Trí, cũng là một danh sĩ đương thời.